# Juniperus scopulorum
Juniperus scopulorum (яловець скельний) — вид хвойних рослин родини кипарисових.

## Поширення, екологія
Країни проживання: Канада (Альберта, Британська Колумбія); Мексика (Чіуауа, Коауїла); США (Аризона, Небраска, Невада, Нью-Мексико, Північна Дакота, Південна Дакота, Юта). Є одним з основних компонентів передгір'їв Скелястих гір у лісовій хвойної зоні та поширюється вгору в гірські хвойні ліси, де часто займає обривисті скелясті схили і хребти. Тільки в північних частинах ареалу, на нижніх і середніх висотах формує чисті поселення. Висотний діапазон (5)500–2300(2770) м над рівнем моря. Найбільш поширений у скелястій місцевості на ґрунтах, отриманих з базальту, вапняку і сланцю, як правило, дрібних і в основному бідних поживними речовинами. Клімат в основному континентальний, сухий (в дощовій тіні прибережних гірських хребтів) і має велику різницю температур між літом і зимою.

## Морфологія

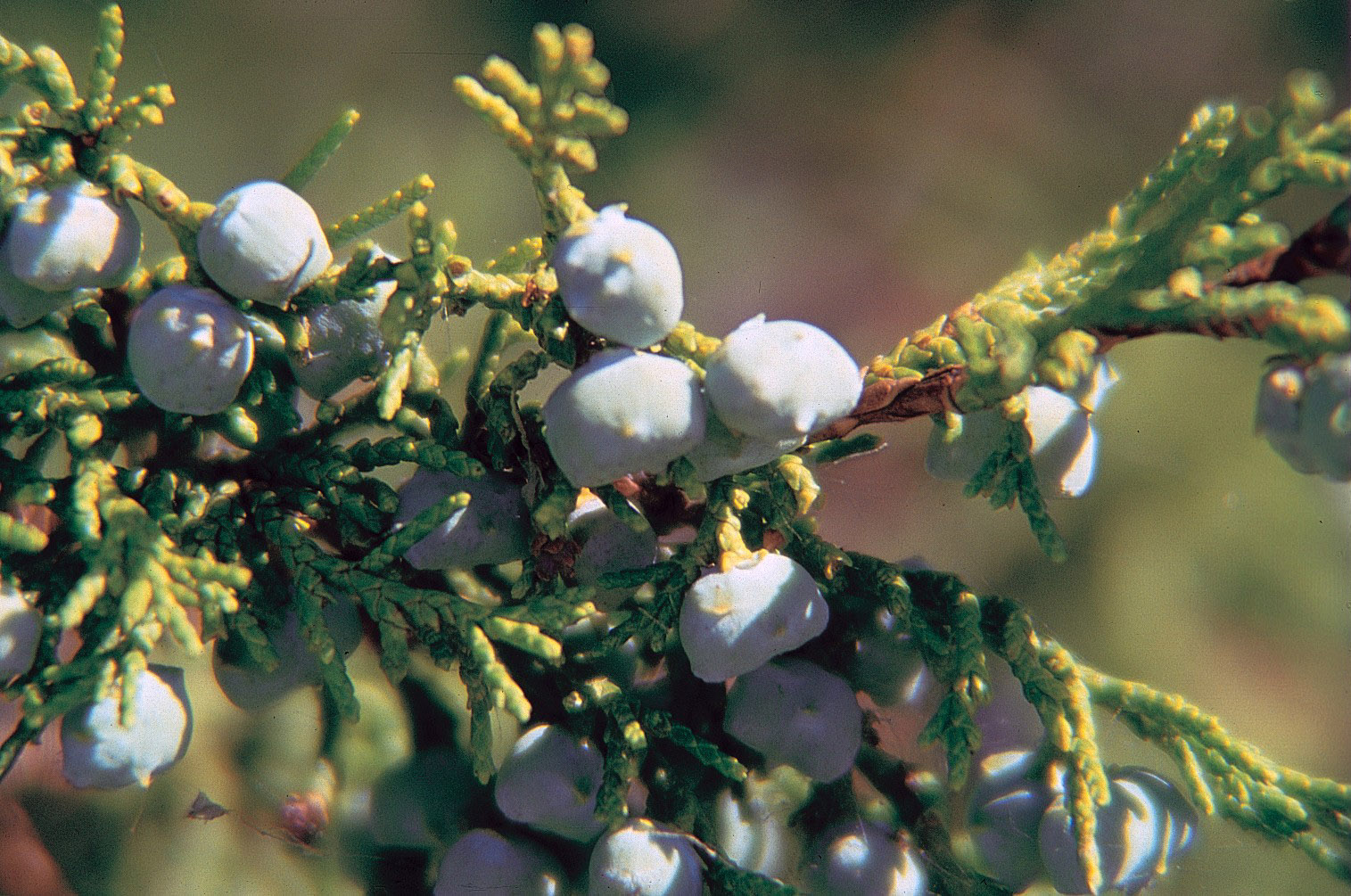
Листя і шишки

Дерево дводомне, до 20 м, з одним стовбуром (рідко з кількома); крона конічна з часом округляється. Кора коричнева, розшаровується на тонкі смужки. Гілки від розлогих до висхідних. Листки від світло до темно-зеленого кольору, але часто сизо-сині або синьо-сірі, батогоподібні листки 3–6 мм, лускоподібні листки 1–3 мм, верхівки від тупих до гострих. Шишки зріють 2 роки, від кулястих до 2-лопатевих, 6-9 мм, видаються світло-блакитними, але темно-синьо-чорні під сизим покриттям, з (1)2(3) насінинами. Насіння 4–5 мм. 2n = 22.

## Використання
Цей ялівець досі використовується як джерело дров у сільській місцевості. Вирощується, особливо в США, де кілька сортів відомі; деякі з них досягли Європи і там стають все більш доступними в торгівлі.

## Загрози та охорона
Ніяких конкретних загроз не було визначено для цього виду. Багато субпопуляцій знаходяться в охоронних районах.